# Éliminatoires de la Gold Cup 2025
Navigation
Éliminatoires de la Gold Cup 2023
Les éliminatoires de la Gold Cup 2025 déterminent sept équipes qualifiées pour la Gold Cup 2025. Elles commencent par un tour préliminaire afin de déterminer les quatre équipes restantes qui participent aux éliminatoires.

## Tour préliminaire

### Équipes engagées
Les huit équipes suivantes participent au tour préliminaire pour les éliminatoires de la Gold Cup 2025 en raison de leurs résultats lors de la Ligue des nations de la CONCACAF 2024-2025. Le tour préliminaire oppose les deux dernières équipes de chaque groupe de la Ligue A (équipes classées 5e et 6e) et les quatre meilleures équipes de la Ligue C (trois vainqueurs de groupe et la meilleure équipe parmi les deuxièmes de groupe). Les appariements seront déterminés en fonction des résultats des équipes lors de la phase de poules. Les vainqueurs se qualifient pour les éliminatoires de la Gold Cup 2025. Les matchs aller se jouent les 14 et 15 novembre et les matchs retour les 18 et 19 novembre 2024.
| Rang | Équipe     | Pts | J | G | N | P | Bp | Bc | Diff |
| ---- | ---------- | --- | - | - | - | - | -- | -- | ---- |
| 1    | Guadeloupe | 4   | 4 | 1 | 2 | 1 | 1  | 4  | -3   |
| 2    | Cuba       | 3   | 4 | 0 | 3 | 1 | 4  | 6  | -2   |
|      |            |     |   |   |   |   |    |    |      |
| 3    | Guyane     | 1   | 4 | 0 | 1 | 3 | 4  | 7  | -3   |
| 4    | Guyana     | 1   | 4 | 0 | 1 | 3 | 5  | 13 | -8   |

| Rang | Équipe                     | Pts | J | G | N | P | Bp | Bc | Diff |
| ---- | -------------------------- | --- | - | - | - | - | -- | -- | ---- |
| 1    | Barbade                    | 12  | 4 | 4 | 0 | 0 | 17 | 4  | +13  |
| 2    | Belize                     | 12  | 4 | 4 | 0 | 0 | 9  | 0  | +9   |
| 3    | Saint-Christophe-et-Niévès | 10  | 4 | 3 | 1 | 0 | 10 | 3  | +7   |
|      |                            |     |   |   |   |   |    |    |      |
| 4    | Îles Caïmans               | 7   | 4 | 2 | 1 | 1 | 4  | 5  | -1   |

### Résultats
Les confrontations sont prédéfinis :
- Tour préliminaire 1 : meilleure 5e équipe de la Ligue A contre meilleur deuxième de groupe de la Ligue C
- Tour préliminaire : pire 5e équipe de la Ligue A contre meilleur troisième de groupe de la Ligue C
- Tour préliminaire 3 : meilleure 6e équipe de la Ligue A contre meilleur deuxième de groupe de la Ligue C
- Tour préliminaire 4 : pire 6e équipe de la Ligue A contre meilleur vainqueur de groupe de la Ligue C

| Équipe                     | Aller | Total | Retour | Équipe     |
| -------------------------- | ----- | ----- | ------ | ---------- |
| Îles Caïmans               | 0 - 6 | 0 - 7 | 0 - 1  | Guadeloupe |
| Saint-Christophe-et-Niévès | 2 - 1 | 2 - 5 | 0 - 4  | Cuba       |
| Belize                     | 2 - 1 | 4 - 3 | 2 - 2  | Guyane     |
| Barbade                    | 1 - 4 | 4 - 9 | 3 - 5  | Guyana     |

Les horaires indiqués sont en heure de l'Est, sauf indications contraires.
| Aller                  | Îles Caïmans | 0 - 7   | Guadeloupe                                                                         | Stade Truman-Bodden, George Town              |                                               |
| 15 novembre 2024 15h00 |              | (0 - 3) | 12e Mirval · 37e Leborgne · 41e Plumain · 64e Tillé · 71e Mixtur · 90e (csc) Owens | Spectateurs : 194 Arbitrage : Adonai Escobedo | Spectateurs : 194 Arbitrage : Adonai Escobedo |
| 15 novembre 2024 15h00 | Rapport      |         |                                                                                    | Spectateurs : 194 Arbitrage : Adonai Escobedo | Spectateurs : 194 Arbitrage : Adonai Escobedo |

| Retour                       | Guadeloupe | 1 - 0   | Îles Caïmans | Stade Roger-Zami, Le Gosier |                            |
| 19 novembre 2024 18h00 UTC-4 | Tillé 88e  | (0 - 0) |              | Arbitrage : Ismael Cornejo  | Arbitrage : Ismael Cornejo |
| 19 novembre 2024 18h00 UTC-4 | Rapport    |         |              | Arbitrage : Ismael Cornejo  | Arbitrage : Ismael Cornejo |

La Guadeloupe l'emporte sur l'ensemble des deux matchs (6-0) et se qualifie pour les éliminatoires,.
| Aller                        | Saint-Christophe-et-Niévès | 2 - 1   | Cuba         | SKNFA Technical Center, Basseterre       |                                          |
| 15 novembre 2024 19h00 UTC-4 | Sawyers 8e · Burley 48e    | (1 - 1) | 40e Paradela | Spectateurs : 459 Arbitrage : Tori Penso | Spectateurs : 459 Arbitrage : Tori Penso |
| 15 novembre 2024 19h00 UTC-4 | Rapport                    |         |              | Spectateurs : 459 Arbitrage : Tori Penso | Spectateurs : 459 Arbitrage : Tori Penso |

| Retour                 | Cuba                                                           | 4 - 0   | Saint-Christophe-et-Niévès | Estadio Antonio Maceo, Santiago de Cuba     |                                             |
| 15 novembre 2024 15h00 | Hernández 40e · Piedra 45+3e · Paradela 50e · Reyes 87e (pen.) | (2 - 0) |                            | Spectateurs : 3 500 Arbitrage : Iván Barton | Spectateurs : 3 500 Arbitrage : Iván Barton |
| 15 novembre 2024 15h00 | Rapport                                                        |         |                            | Spectateurs : 3 500 Arbitrage : Iván Barton | Spectateurs : 3 500 Arbitrage : Iván Barton |

Cuba l'emporte sur l'ensemble des deux matchs (5-2) et se qualifie pour les éliminatoires.
| Aller                        | Belize                              | 2 - 1   | Guyane       | FFB Stadium, Belmopan                        |                                              |
| 15 novembre 2024 19h00 UTC-6 | Bernárdez 67e (pen.) · Martínez 75e | (0 - 0) | 90+3e Torvic | Spectateurs : 370 Arbitrage : Keylor Herrera | Spectateurs : 370 Arbitrage : Keylor Herrera |
| 15 novembre 2024 19h00 UTC-6 | Rapport                             |         |              | Spectateurs : 370 Arbitrage : Keylor Herrera | Spectateurs : 370 Arbitrage : Keylor Herrera |

| Retour                       | Guyane                        | 2 - 2   | Belize                    | Dr. Ir. Franklin Essed Stadion, Paramaribo |                         |
| 15 novembre 2024 20h00 UTC-3 | Nozile 48e · Haabo 89e (pen.) | (0 - 1) | 40e Lopez · 52e Bernárdez | Arbitrage : Marco Ortiz                    | Arbitrage : Marco Ortiz |
| 15 novembre 2024 20h00 UTC-3 | Rapport                       |         |                           | Arbitrage : Marco Ortiz                    | Arbitrage : Marco Ortiz |

Le Belize l'emporte sur l'ensemble des deux matchs (4-3) et se qualifie pour les éliminatoires.
| Aller                        | Barbade          | 1 - 4   | Guyana                                          | Barbados FA Technical Center, Bridgetown      |                                               |
| 15 novembre 2024 19h00 UTC-4 | Reid-Stephen 17e | (1 - 1) | 26e 59e Glasgow · 60e De Rosario · 90+2e George | Spectateurs : 928 Arbitrage : Odette Hamilton | Spectateurs : 928 Arbitrage : Odette Hamilton |
| 15 novembre 2024 19h00 UTC-4 | Rapport          |         |                                                 | Spectateurs : 928 Arbitrage : Odette Hamilton | Spectateurs : 928 Arbitrage : Odette Hamilton |

| Retour                       | Guyana                                                          | 5 - 3   | Barbade                         | Synthetic Track and Field Facility, Leonora |                          |
| 15 novembre 2024 20h00 UTC-4 | De Rosario 27e 41e 45+2e · Glasgow 57e · Brathwaite 90+5e (csc) | (3 - 0) | 49e 67e Gale · 63e Reid-Stephen | Arbitrage : Selvin Brown                    | Arbitrage : Selvin Brown |
| 15 novembre 2024 20h00 UTC-4 | Rapport                                                         |         |                                 | Arbitrage : Selvin Brown                    | Arbitrage : Selvin Brown |

La Barbade l'emporte sur l'ensemble des deux matchs (9-4) et se qualifie pour les éliminatoires.

## Éliminatoires

### Équipes engagées
Les quatorze équipes suivantes participent aux éliminatoires de la Gold Cup 2025 en fonctions de leurs résultats lors de la Ligue des nations de la CONCACAF 2024-2025, les perdants des quarts de finale de la Ligue A, les équipes qui ont terminé troisièmes et quatrièmes dans leur groupe en Ligue A, les deux meilleures deuxièmes de Ligue B ainsi que les vainqueurs du tour préliminaire.
| Perdant quarts de finale | Perdant quarts de finale |
| ------------------------ | ------------------------ |
| Costa Rica               |                          |
| Jamaïque                 |                          |
| Suriname                 |                          |
| Honduras                 |                          |

| 3e et 4e          | 3e et 4e |
| ----------------- | -------- |
| Guatemala         |          |
| Martinique        |          |
| Nicaragua         |          |
| Trinité-et-Tobago |          |

| Meilleurs deuxième              | Meilleurs deuxième |
| ------------------------------- | ------------------ |
| Bermudes                        |                    |
| Saint-Vincent-et-les-Grenadines |                    |

| Vainqueurs | Vainqueurs |
| ---------- | ---------- |
| Guadeloupe |            |
| Cuba       |            |
| Belize     |            |
| Guyana     |            |

### Résultats
| Équipe                          | Aller | Total  | Retour | Équipe            |
| ------------------------------- | ----- | ------ | ------ | ----------------- |
| Belize                          | 0 - 7 | 1 - 13 | 1 - 6  | Costa Rica        |
| Saint-Vincent-et-les-Grenadines | 1 - 1 | 1 - 4  | 0 - 3  | Jamaïque          |
| Bermudes                        | 3 - 5 | 3 - 7  | 0 - 2  | Honduras          |
| Guyana                          | 3 - 2 | 3 - 4  | 0 - 2  | Guatemala         |
| Cuba                            | 1 - 2 | 1 - 6  | 0 - 4  | Trinité-et-Tobago |
| Suriname                        | 1 - 0 | 2 - 0  | 1 - 0  | Martinique        |
| Guadeloupe                      | 1 - 0 | 2 - 0  | 1 - 0  | Nicaragua         |

| 21 mars 2025 | Belize  | 0 - 7   | Costa Rica                                                                      | FFB Stadium, Belmopan                           |                                                 |
| 22h00 UTC-6  |         | (0 - 3) | 7e 36e (pen.) Ugalde · 38e Vargas · 65e Mitchell · 70e 88e Zamora · 81e Alcócer | Spectateurs : 3 000 Arbitrage : Adonis Carrasco | Spectateurs : 3 000 Arbitrage : Adonis Carrasco |
| 22h00 UTC-6  | Rapport |         |                                                                                 | Spectateurs : 3 000 Arbitrage : Adonis Carrasco | Spectateurs : 3 000 Arbitrage : Adonis Carrasco |

| 25 mars 2025 | Costa Rica                                                             | 6 - 1   | Belize        | Stade national du Costa Rica, San José |                        |
| 21h00 UTC-6  | Arzú 1re (csc) · Bran 6e 66e · A.Martínez 8e · Ugalde 36e · Zamora 69e | (4 - 0) | 47e Bernárdez | Arbitrage : Julio Luna                 | Arbitrage : Julio Luna |
| 21h00 UTC-6  | Rapport                                                                |         |               | Arbitrage : Julio Luna                 | Arbitrage : Julio Luna |

| 21 mars 2025 | Saint-Vincent-et-les-Grenadines | 1 - 1   | Jamaïque            | Stade d'Arnos Vale, Kingstown |                             |
| 19h00        | Anderson 65e                    | (0 - 0) | 90+4e (pen.) Bailey | Arbitrage : Karen Hernández   | Arbitrage : Karen Hernández |
| 19h00        | Rapport                         |         |                     | Arbitrage : Karen Hernández   | Arbitrage : Karen Hernández |

| 25 mars 2025 | Jamaïque                                     | 3 - 0   | Saint-Vincent-et-les-Grenadines | Sabina Park, Kingston           |                                 |
| 20h00 UTC-5  | Brown 27e · Johnson 89e (csc) · Cephas 90+4e | (1 - 0) |                                 | Arbitrage : Pierre Luc Lauziere | Arbitrage : Pierre Luc Lauziere |
| 20h00 UTC-5  | Rapport                                      |         |                                 | Arbitrage : Pierre Luc Lauziere | Arbitrage : Pierre Luc Lauziere |

| 21 mars 2025 | Bermudes                                        | 3 - 5   | Honduras                                                | Stade national des Bermudes, Devonshire |                        |
| 19h00 UTC-3  | Crichlow 1re · Parfitt 44e · Lewis 90+2e (pen.) | (2 - 0) | 60e 66e Quioto · 64e Palma · 89e Martínez · 90+4e Pinto | Arbitrage : Reon Radix                  | Arbitrage : Reon Radix |
| 19h00 UTC-3  | Rapport                                         |         |                                                         | Arbitrage : Reon Radix                  | Arbitrage : Reon Radix |

| 25 mars 2025 | Honduras                 | 2 - 0   | Bermudes | Stade José de la Paz Herrera Uclés, Tegucigalpa |                         |
| 22h00 UTC-6  | Benguché 53e · Palma 57e | (0 - 0) |          | Arbitrage : Bryan López                         | Arbitrage : Bryan López |
| 22h00 UTC-6  | Rapport                  |         |          | Arbitrage : Bryan López                         | Arbitrage : Bryan López |

| 21 mars 2025 | Guyana           | 3 - 2   | Guatemala                       | BFA Technical Centre, Bridgetown |                         |
| 21h00        | Jones 9e 36e 56e | (2 - 1) | 29e Martínez · 80e (pen.) Pinto | Arbitrage : Iván Barton          | Arbitrage : Iván Barton |
| 21h00        | Rapport          |         |                                 | Arbitrage : Iván Barton          | Arbitrage : Iván Barton |

| 25 mars 2025 | Guatemala             | 2 - 0   | Guyana      | Stade Cementos Progreso, Guatemala |                           |
| 18h30 UTC-6  | Rubin 11e · Lemus 76e | (1 - 0) |             | Arbitrage : Lukasz Szpala          | Arbitrage : Lukasz Szpala |
| 18h30 UTC-6  |                       | Rapport | 84e Roberts | Arbitrage : Lukasz Szpala          | Arbitrage : Lukasz Szpala |

| 21 mars 2025 | Cuba     | 1 - 2   | Trinité-et-Tobago    | Estadio Antonio Maceo, Santiago de Cuba |                                   |
| 16h00        | Matos 6e | (1 - 1) | 20e Lee · 53e Yeates | Arbitrage : Juan Gabriel Calderón       | Arbitrage : Juan Gabriel Calderón |
| 16h00        | Rapport  |         |                      | Arbitrage : Juan Gabriel Calderón       | Arbitrage : Juan Gabriel Calderón |

| 25 mars 2025 | Trinité-et-Tobago                    | 4 - 0   | Cuba      | Stade Ato-Boldon, Couva        |                                |
| 19h00        | Lee 22e 37e · Molino 51e · James 84e | (2 - 0) |           | Arbitrage : César Arturo Ramos | Arbitrage : César Arturo Ramos |
| 19h00        |                                      | Rapport | 3e Torres | Arbitrage : César Arturo Ramos | Arbitrage : César Arturo Ramos |

| 21 mars 2025 | Suriname | 1 - 0   | Martinique | Dr. Ir. Franklin Essed Stadion, Paramaribo |                            |
| 18h00 UTC-3  | Kerk 52e | (0 - 0) |            | Arbitrage : Víctor Cáceres                 | Arbitrage : Víctor Cáceres |
| 18h00 UTC-3  | Rapport  |         |            | Arbitrage : Víctor Cáceres                 | Arbitrage : Víctor Cáceres |

| 25 mars 2025 | Martinique | 0 - 1   | Suriname   | Stade Pierre-Aliker, Fort-de-France |                                     |
| 19h00        |            | (0 - 0) | 80e Pherai | Arbitrage : Jose Raúl Torres Rivera | Arbitrage : Jose Raúl Torres Rivera |
| 19h00        | Rapport    |         |            | Arbitrage : Jose Raúl Torres Rivera | Arbitrage : Jose Raúl Torres Rivera |

| 21 mars 2025 | Guadeloupe | 1 - 0   | Nicaragua | Stade Roger-Zami, Le Gosier |                            |
| 20h00        | David 17e  | (1 - 0) |           | Arbitrage : Nelson Salgado  | Arbitrage : Nelson Salgado |
| 20h00        | Rapport    |         |           | Arbitrage : Nelson Salgado  | Arbitrage : Nelson Salgado |

| 25 mars 2025 | Nicaragua | 0 - 1   | Guadeloupe | Nicaragua National Football Stadium, Managua |                                |
| 18h30 UTC-6  |           | (0 - 0) | 64e Mirval | Arbitrage : Fernando Hernández               | Arbitrage : Fernando Hernández |
| 18h30 UTC-6  | Rapport   |         |            | Arbitrage : Fernando Hernández               | Arbitrage : Fernando Hernández |